# Theocracy (gruppo musicale)
I Theocracy sono un gruppo prog-power metal cristiano statunitense. Il progetto nacque nel 2002 ad Athens in Georgia, per opera di Matt Smith, frontman e cantante della band, mentre questi frequentava il college. Originariamente, i Theocracy erano una one-man band in cui Smith cantava (incluse le voci dei cori) e suonava tutti gli strumenti (la batteria era programmata) nell'album di debutto omonimo.
Dopo il discreto successo ottenuto col disco d'esordio Matt cominciò a cercare musicisti allo scopo di creare una band completa e di esibirsi anche in performance live. Dopo alcuni avvicendamenti ai vari strumenti la band si stabilizzò con l'ingresso di Jonathan Hinds e Shawn Benson e con questa formazione registrò, nel 2008, il secondo album Mirror of Souls. In quest'album la band si discosta un po' dal power-prog dell'esordio per addentrarsi in sonorità thrash ed aggiungere una maggiore sperimentazione al proprio sound.

Il 26 gennaio 2009 venne ufficializzato l'ingresso nel gruppo di Val Allen Wood che sostituisce Matt alla chitarra solista in modo da permettergli di dedicarsi nel modo migliore al suo ruolo di cantante del gruppo.
Nel novembre del 2011 è uscito il terzo full-length del gruppo, As the World Bleeds.
Il 28 ottobre 2016 è uscito il quarto album, Ghost Ship.
Il 13 ottobre 2023 è uscito il quinto album, Mosaic.

## Formazione

### Formazione attuale
- Matt Smith - voce
- Taylor Washington - chitarra
- Jonathan Hinds - chitarra
- Jared Oldham - basso
- Ernie Topran - batteria

### Ex componenti
- Seth Filkins - basso
- Josh Sloan - basso
- Patrick Parris - basso
- Val Allen Wood - chitarra
- Shawn Benson - batteria

## Discografia
- 2003 - Theocracy
- 2008 - Mirror of Souls
- 2011 - As the World Bleeds
- 2016 - Ghost Ship
- 2023 - Mosaic